# GD & TOP
I GD & TOP sono stati un gruppo musicale sudcoreano formatosi a Seul nel 2010. Composto da due membri del gruppo musicale Big Bang, G-Dragon e T.O.P.

## Storia

### 2010–2011: formazione e primo album
La YG Entertainment annunciò la sottounità tra G-Dragon e T.O.P con il nome "GD & TOP" nel novembre 2010 e di pubblicare un album con lo stesso nome. Il duo tenne uno showcase in anteprima mondiale per il loro album a Times Square di Seul, trasmesso anche in diretta su YouTube. L'album fu pubblicato alla vigilia di Natale e debuttò al numero 1 della Circle Chart con pre-ordini di 200.000 copie. Alla fine del 2010 l'album superò le 130.000 copie vendute in una settimana, e divenne il quinto album più venduto dell'anno. A partire dal 2015 l'album vendette 200.000 copie.
Per promuovere il loro album, G.Dragon e T.O.P pubblicarono tre video musicali per i brani "High High", "Knock Out" e "Baby Goodnight". "High High" fu pubblicato per primo, poi "Baby Goodnight". Tuttavia, poiché la canzone fu bandita due volte per essere troppo esplicita, l'uscita del video musicale per la loro canzone "Do not Go Home" fu posticipata a fine giugno 2011. I singoli raggiunsero successi commerciali, in cima alle classifiche musicali online della Corea del Sud. Nelle classifiche digitale Gaon, "Oh Yeah!" raggiunse il secondo posto, "High High" al numero tre, mentre "Knock Out" e "Do not Go Home" raggiunsero la posizione al numero cinque e undici.

### 2015:Zutter
Dopo una pausa di quattro anni, la YG Entertainment annunciò il ritorno del duo con un nuovo singolo chiamato Zutter. Il 25 luglio pubblicarono le foto promozionali. La canzone fu un successo commerciale, vendendo 280.817 download nella sua prima settimana su Gaon Chart raggiunse il picco al secondo posto nelle classifiche Digital e Download. Il singolo è stato selezionato per il secondo alla Digital Billings World Digital Songs e nella tabella video cinese QQ Music. Alla fine del 2015, la canzone ha venduto 982.710 copie in Corea del Sud e 6.000 negli Stati Uniti.

## Impatto e influenza
Nel 2012, Knock Out e High High furono entrambi elencati come uno dei migliori video musicali K-Pop di tutti i tempi da Stereogum, classificandosi rispettivamente al settimo e al quarto posto. Nello stesso anno, High High fu anche nominato il settimo più grande brano K-Pop di tutti i tempi da Spin Magazine.
XXL Magazine elencò il duo come uno dei "15 rapper coreani che dovresti conoscere", affermando che "se non fosse stato per atti come questi due, il rap coreano probabilmente non avrebbe ammassato un tale successo internazionale che ora sta raccogliendo". La rivista scrisse che il "K-Pop è attualmente pieno di gruppi di ragazzi con un rapper designato come membro, e nove su dieci volte sono modellati su" GD & TOP. La rivista coreana Ize scrisse che GD & TOP ispiravano diversi gruppi per fare "più estremi o straordinari tentativi" di concetto e musica che i loro gruppi non potevano fare attraverso le attività unitarie.

## Discografia

### Album in studio
- 2010 – GD & TOP

## Riconoscimenti
- Melon Music Award[26]
  - 2011 – Rap/Hip Hop